# Tschlin
Tschlin je bývalá samostatná obec ve švýcarském kantonu Graubünden, okresu Engiadina Bassa/Val Müstair, dnes součást obce Valsot. Nachází se v údolí Engadin, asi 60 kilometrů severovýchodně od Svatého Mořice a 45 kilometrů východně od Davosu v nadmořské výšce 1 553 metrů. Má zhruba 400 obyvatel.

## Historie
Vesnice je osídlena nejméně od 10. století. V roce 1499 tyrolská vojska postoupila k Tschlinu, ale místní hrdina Duonna Lupa je přesvědčil k ústupu, protože tvrdil, že vojska konfederace postupují proti nim. V letech 1621/22, během třicetileté války, byla vesnice těžce poškozena rakouskými vojsky. V roce 1854 se Tschlin stal samostatnou obcí. O dva roky později jej zasáhl rozsáhlý požár, při kterém téměř celá obec lehla popelem.
Hora Novella a pravý okraj údolí, kde se nachází obec Samnaun, celkem 18 km2 dnešního území Tschlinu a Valsotu, jsou sporným územím od počátku novověku. V roce 1868 se sporná oblast stala na základě státní smlouvy mezi Rakouskem a Švýcarskem definitivně součástí Švýcarska.

## Geografie
Tschlin leží na levé straně údolí řeky Inn na samotném konci dolního Engadinu. K obci Tschlin patří také osada Martina se samotou Vinadi a osada Strada se samotami Chaflur a Sclamischot.
Do katastru obce patří také údolí Val Sampuoir.

## Obyvatelstvo a jazyky
| Vývoj počtu obyvatel | Vývoj počtu obyvatel | Vývoj počtu obyvatel | Vývoj počtu obyvatel | Vývoj počtu obyvatel | Vývoj počtu obyvatel | Vývoj počtu obyvatel | Vývoj počtu obyvatel |
| -------------------- | -------------------- | -------------------- | -------------------- | -------------------- | -------------------- | -------------------- | -------------------- |
| Rok                  | 1835                 | 1850                 | 1900                 | 1930                 | 1950                 | 2000                 | 2012                 |
| Počet obyvatel       | 665                  | 571                  | 553                  | 648                  | 590                  | 392                  | 429                  |

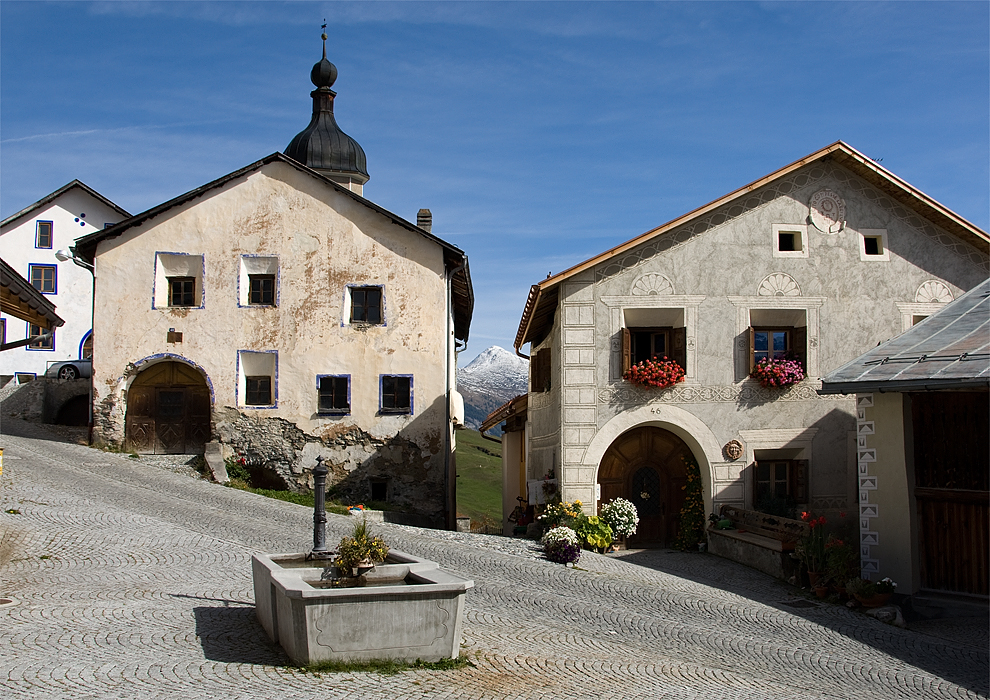
Typická místní architektura

Obyvatelé vesnice mluví převážně jazykem Vallader, což je dolnoengadinský dialekt rétorománštiny. Mezi lety 1880–1980 se i díky značné odlehlosti obce a navzdory německy mluvící menšině počet mluvčích tohoto jazyka příliš nezměnil: v roce 1880 uvedlo rétorománštinu jako svůj mateřský jazyk 87 %, v roce 1910 81 %, v roce 1941 83 % a v roce 1970 83 %. Při sčítání roku 2000 ještě 85 % místních obyvatel uvedlo, že rétorománštině rozumí. Ta je tak stále jediným úředním jazykem obce i místní školy. Vývoj v posledních desetiletích ukazuje následující tabulka:
| Jazyky v Tschlinu |                   |                   |                   |                   |                   |                   |
| Jazyk             | Sčítání lidu 1980 | Sčítání lidu 1980 | Sčítání lidu 1990 | Sčítání lidu 1990 | Sčítání lidu 2000 | Sčítání lidu 2000 |
| Jazyk             | Počet             | Podíl             | Počet             | Podíl             | Počet             | Podíl             |
| Němčina           | 64                | 14,85 %           | 130               | 25,24 %           | 100               | 25,51 %           |
| Rétorománština    | 362               | 83,99 %           | 313               | 60,78 %           | 280               | 71,43 %           |
| Italština         | 4                 | 0,93 %            | 33                | 6,41 %            | 3                 | 0,77 %            |
| Počet obyvatel    | 431               | 100 %             | 515               | 100 %             | 392               | 100 %             |